# Diego Gavilán
Diego Antonio Gavilán (Asunción, 1 de marzo de 1980) es un exfutbolista y entrenador paraguayo. Como jugador se desempeñaba en la posición de centrocampista y pasó por clubes como SC Internacional, Grêmio, Newcastle United, entre otros. Actualmente es asistente técnico en la selección sub-20 de fútbol de Paraguay. 

## Trayectoria

### Como jugador
Inició su carrera deportiva en el club Cerro Porteño, debutando en la Primera División de Paraguay el 28 de septiembre de 1997, en un partido en el que su equipo venció 3-1 a Club Atlético Tembetary.
En el año 2000, el Newcastle United realizó una inversión de 2 millones de libras en Gavilán cuando contaba con tan solo 19 años de edad. Hizo su debut con el club en la Premier League en un empate 2-2 contra el Sunderland FC, y anotó su único gol en una victoria 2-0 contra el Coventry City. Sin embargo, no logró establecerse como titular, disputando únicamente siete partidos. A pesar de sus esfuerzos por ganarse un puesto en el equipo titular, principalmente actuó como suplente.
En el año 2002, fue cedido al club Tecos de la UAG de la primera división de México. Al año siguiente, se unió al Sport Club Internacional, donde logró el Campeonato Gaúcho en las temporadas 2003, 2004 y 2005, además de alcanzar el subcampeonato brasileño en 2005.
En el año 2006, Gavilán firmó contrato con el Newell's Old Boys de Argentina. Luego de una temporada, regresó a Porto Alegre y se incorporó al Grêmio, donde logró el título de campeón Gaúcho y el subcampeonato en la Copa Libertadores de América.
A finales del 2007, se incorporó al Flamengo, donde ganó el campeonato Carioca. En junio del mismo año se unió a filas del Portuguesa.
En 2009 tuvo un corto paso por el Club Atlético Independiente de Argentina. En diciembre de ese año retornó a su país natal para integrarse al Club Olimpia para la temporada 2010.
En el año 2011, Gavilán fichó por el Juan Aurich de la Primera División de Perú, donde permaneció hasta la mitad de ese mismo año, marcando el final de su carrera como futbolista profesional antes de su retiro definitivo del fútbol.

### Como entrenador
En 2012, recibió su título de entrenador. Inició su carrera en las divisiones inferiores del Club Cerro Porteño, dirigiendo a las categorías sub-15 y sub-16 del club en la temporada 2013. 
En el año 2014, dirigió al club Olimpia de Itá de la División Intermedia. En junio de 2015, asumió la dirección técnica del club Independiente de Campo Grande, que también se encontraba en la División Intermedia.
En junio de 2016, se acopló al cuerpo técnico del Club Rubio Ñu de la Primera División de Paraguay.
En agosto de 2016, se unió al cuerpo técnico del club Deportivo Capiatá de la Primera División de Paraguay. A finales de diciembre de 2016, asumió como DT del equipo principal, de cara a la temporada 2017. Pero debido a la temprana eliminación de la Copa Libertadores 2017 y los malos resultados en el Apertura 2017 fue cesado del cargo el 8 de abril de 2017.
El 13 de mayo de 2017 año se vinculó al Sportivo Trinidense de la Primera División de Paraguay, club en el que permaneció hasta el final del Torneo Apertura. En el Clausura, asumió la dirección técnica del Club Sol de América.
En las últimas fechas del Torneo Apertura 2018, regresó al frente del Deportivo Capiatá. En noviembre del mismo año, asumió como entrenador del Esporte Clube Pelotas de Brasil, que compite en el Campeonato Gaúcho.
En el año 2021, regresó a Cerro Porteño para dirigir a la categoría reserva del club. Dirigió también a las categorías sub-19 y sub-20, alcanzando el tercer lugar de la Copa Libertadores Sub-20, en su edición 2023. Asumió la dirección técnica del primer equipo del club el 21 de julio de 2023, sucediendo a Facundo Sava. Permaneció en el cargo hasta el 18 de septiembre del mismo año, momento en el cual fue reemplazado por Víctor Bernay en calidad de entrenador interino.
El 6 de junio de 2024 fue presentado como asistente técnico de Aldo Druscher en la Selección Paraguaya de Fútbol sub-20.

## Clubes

### Como jugador
| Club                        | País       | Año       |
| --------------------------- | ---------- | --------- |
| Cerro Porteño               | Paraguay   | 1997-1999 |
| Newcastle United            | Inglaterra | 1999-2001 |
| Tecos de la UAG             | México     | 2002      |
| SC Internacional            | Brasil     | 2003-2005 |
| Newell's Old Boys           | Argentina  | 2006      |
| Grêmio                      | Brasil     | 2007      |
| Flamengo                    | Brasil     | 2008      |
| Portuguesa                  | Brasil     | 2008      |
| Independiente de Avellaneda | Argentina  | 2009      |
| Olimpia                     | Paraguay   | 2010      |
| Juan Aurich                 | Perú       | 2011      |

### Como entrenador
| Club                    | País     | Año       |
| ----------------------- | -------- | --------- |
| Olimpia de Itá          | Paraguay | 2014      |
| Independiente           | Paraguay | 2015      |
| Olimpia de Itá          | Paraguay | 2016      |
| Capiatá                 | Paraguay | 2016-2017 |
| Trinidense              | Paraguay | 2017      |
| Capiatá                 | Paraguay | 2018      |
| Pelotas                 | Brasil   | 2018-2019 |
| Cerro Porteño (Reserva) | Paraguay | 2021-2023 |
| Cerro Porteño           | Paraguay | 2023      |

## Palmarés

### Como jugador
| Título             | Club             | País   | Año               |
| ------------------ | ---------------- | ------ | ----------------- |
| Campeonato Gaúcho  | SC Internacional | Brasil | 2003, 2004 y 2005 |
| Campeonato Gaúcho  | Grêmio           | Brasil | 2007              |
| Campeonato Carioca | Flamengo         | Brasil | 2008              |